# Martin Döscher
Martin Döscher (* 3. Februar 1935 in Köhlen, Landkreis Wesermünde; † 22. September 2019 in Bremerhaven) war ein deutscher Landwirt und Politiker (CDU).
Döscher besuchte in Köhlen die Volksschule von 1941 bis 1950. Im Anschluss wechselte er bis 1951 an die landwirtschaftliche Berufsschule. Zwischen 1953 und 1954 besuchte er zudem die Landwirtschaftsschule in Bederkesa und war anschließend in einem landwirtschaftlichen Lehrbetrieb in Brunsbrock, Kreis Verden in der Lehre. Er legte die Gehilfenprüfung im landwirtschaftlichen Bereich ab.
Döscher war Mitglied der CDU seit dem Beitrittjahr 1968. Er war zwei Jahre Kreisvorsitzender der Jungen Union. Im Parteibezirk wurde er Mitglied des Vorstandes und 1970 hauptamtlicher Geschäftsführer der CDU. Er war Vorsitzender des Aufsichtsrates der Volksbank Bederkesa.
Seit 1968 war er Ratsherr, ab 1972 bis 2011 wurde er zum Bürgermeister der Gemeinde Köhlen gewählt. Er war Mitglied im Samtgemeinderat von Bederkesa und wurde 1976 Kreistagsabgeordneter zunächst des Landkreises Wesermünde und nach der Kreisreform ab 1977 des Landkreises Cuxhaven. Hier wurde er zum CDU-Fraktionsvorsitzenden gewählt. Er war zudem von 1991 bis 2004 letzter ehrenamtlicher Landrat des Landkreises Cuxhaven. Sein hauptamtlicher Nachfolger wurde Kai-Uwe Bielefeld.
Döscher war von der neunten bis zwölften Wahlperiode (21. Juni 1978 bis 20. Juni 1994) Mitglied des Niedersächsischen Landtages für den Wahlkreis Hadeln.